# Заид ибн Халифа Аль Нахайян
Шейх Заид ибн Халифа Аль Нахайян (араб. زايد بن خليفة آل نهيان‎; 1835, Абу-Даби, Договорный Оман — 19 мая 1909) — правитель из рода Аль Нахайян, эмир Абу-Даби. Стал известен как Заид Великий, дед шейха Заида ибн Султана, основателя и первого президента Объединённых Арабских Эмиратов.

## Биография
Заид ибн Халифа родился в шейхстве Абу-Даби, входившем тогда в Договорный Оман, около 1840 года. Он прожил большую часть своей ранней жизни с бедуинами Абу-Даби. Заид стал правителем Абу-Даби после низложения своего двоюродного брата, шейха Саида ибн Тахнуна, в 1855 году. Он правил в течение 54 лет до своей смерти в 1909 году.
В начале правления Заида ибн Халифы Абу-Даби столкнулся в ряде конфликтов с шейхством Шарджа. В 1868 году, во время вооруженного столкновения с войсками Шарджи, он вышел впереди своего войска и бросил вызов правителю Шарджи шейху Халиду ибн Султану Аль Касими сразиться в единоборстве. Заид смертельно ранил Халида, и его смерть положила конец конфликту, хотя вспышки междоусобиц продолжали оставаться нормой среди прибрежных общин.
Абу-Даби во главе с Заидом также вело продолжительную войну с Катаром в 1880-х годах, обеспечившую безопасность западной границы Абу-Даби. Он объединился с оманцами, чтобы изгнать саудовские войска из района Бурайми в 1870 году. В результате, форты, защищавшие оазис Эль-Бурайми, оказались под постоянным контролем Абу-Даби, что вынудило саудовцев отказаться от своих замыслов в отношении Омана. Впоследствии влияние и контроль Абу-Даби над этой областью неуклонно росли.
В 1895 году Заид увидел в Аль-Зоре (ныне часть Аджмана) идеальную базу для снабжения союзных ему сил племени Бани Китаб в конфликтах с северными шейхствами и обратился к британскому резиденту за разрешением перевезти туда припасы морским путем. Не зная истинных причин обращения британцы дали разрешение, но Заид столкнулся с противодействием со стороны других шейхов и не смог осуществить задуманное. В 1897 году часть племени Судан (в единственном числе аль-Сувейди) во главе с Султаном ибн Нассером Аль Сувейди при поддержке Заида, которого с ним связывали семейные узы, запросила разрешение на заселение Аль-Зоры у британского резидента, что в итоге было одобрено.
Встревоженный этими событиями правитель Аджмана построил форт на одном из водных путей, соединявших Аль-Зору с материком (в то время это был остров), а правитель Шарджи в 1890 году обратился к британскому резиденту с просьбой не допустить создания крепости посреди его территории, не принадлежащей роду аль-Касими. Это было поддержано к неудовольствию Заида, который видел Аль-Зору как важную часть своих претензий к северному побережью. Его амбиции были разрушены, и решение по Аль-Зоре впоследствии было подтверждено британским политическим резидентом майором Коксом после посещения её.
В 1892 году Заид подписал договор с Великобританией, который фактически передал контроль над международными торговыми отношениями Абу-Даби британцам.
К 1894 году Заид считался самым могущественным из шейхов Договорного Омана, покончив с гегемоний Шарджи.
Благодаря стратегическим бракам у него было много сыновей. Старшего из них звали Халифа, и по материнской линии он происходил из племени Манасир.